# Resolutie 1239 Veiligheidsraad Verenigde Naties
Resolutie 1239 van de Veiligheidsraad van de Verenigde Naties werd op 14 mei 1999 met 13 stemmen aangenomen door de VN-Veiligheidsraad. China en Rusland namen niet deel aan de stemming.

## Achtergrond
Toen Joegoslavië begin jaren 1990 uiteenviel kwam het tot een bloedige oorlog onder de voormalige deelrepublieken, waarvan de meeste onafhankelijk werden. Eén daarvan was de confederatie Servië en Montenegro, met haar zuidelijke provincie Kosovo. Het overgrote deel van de Kosovaarse bevolking bestaat uit Albanezen, waardoor de provincie onder Joegoslavië een grote autonomie kende. Die werd na het uiteenvallen door Servië ingetrokken, waarna het verzet tegen het land steeds groter werd. In 1996 nam het Kosovaarse Bevrijdingsleger de wapens op. Na internationale tussenkomst kwam Kosovo onder VN-bestuur te staan, en in 2008 verklaarde het zich onafhankelijk.

## Inhoud

### Waarnemingen
De Veiligheidsraad herinnerde aan het Handvest van de Verenigde Naties, de Universele verklaring van de rechten van de mens, internationale overeenkomsten en verdragen over de mensenrechten, de verdragen en protocols over de status van vluchtelingen, de Geneefse Conventies en andere instrumenten van het internationaal humanitair recht.
Men was erg bezorgd over de humanitaire catastrofe in en rond Kosovo en de enorme vluchtelingenstroom naar Albanië, Macedonië, Bosnië en Herzegovina en andere landen. De secretaris-generaal Kofi Annan ging een missie naar Kosovo sturen om de humanitaire noden in te schatten.

### Handelingen
De Veiligheidsraad loofde de reeds geleverde inspanningen van de lidstaten, het Hoog Commissariaat voor de Vluchtelingen en andere hulporganisaties. Zij werden gevraagd de hulp uit te breiden naar de ontheemden in Kosovo en andere delen van Servië en Montenegro.
De Veiligheidsraad bevestigde dat alle vluchtelingen het recht hadden veilig terug naar hun huizen te keren. Zonder politieke oplossing zou het probleem nog verergeren, dus werd er bij alle betrokkenen op aangedrongen om hier werk van te maken.

## Verwante resoluties
- Resolutie 1207 Veiligheidsraad Verenigde Naties (1998)
- Resolutie 1222 Veiligheidsraad Verenigde Naties
- Resolutie 1244 Veiligheidsraad Verenigde Naties
- Resolutie 1247 Veiligheidsraad Verenigde Naties

Lijst ·  1220 ·  1221 ·  1222 ·  1223 ·  1224 ·  1225 ·  1226 ·  1227 ·  1228 ·  1229 ·  1230 ·  1231 ·  1232 ·  1233 ·  1234 ·  1235 ·  1236 ·  1237 ·  1238 ·  1239 ·  1240 ·  1241 ·  1242 ·  1243 ·  1244 ·  1245 ·  1246 ·  1247 ·  1248 ·  1249 ·  1250 ·  1251 ·  1252 ·  1253 ·  1254 ·  1255 ·  1256 ·  1257 ·  1258 ·  1259 ·  1260 ·  1261 ·  1262 ·  1263 ·  1264 ·  1265 ·  1266 ·  1267 ·  1268 ·  1269 ·  1270 ·  1271 ·  1272 ·  1273 ·  1274 ·  1275 ·  1276 ·  1277 ·  1278 ·  1279 ·  1280 ·  1281 ·  1282 ·  1283 ·  1284